# Kaschaf
Der Kaschaf (persisch کشف, DMG Kašaf) oder Kaschaf Rūd (auch Kashaf Rūd; persisch کشفرود‌, ‚Schildkrötenfluss‘) ist ein Fluss im Nordosten des Iran.
Die Quelle des Flusses liegt in der Region des Binalad-Gebirges in der Provinz Razavi-Chorasan. Seine gesamte Länge beträgt ungefähr 290 km. Der Verlauf des Kaschaf führt an der Stadt Chenaran sowie an der Provinzhauptstadt Maschhad vorbei weiter nach Osten bis an die Grenze zu Turkmenistan. Dort mündet er unterhalb der Doosti-Talsperre in den aus Afghanistan kommenden Tedschen (oder Hari Rūd, auf Turkmenisch Tejen), der in nördlicher Richtung über eine Strecke von ungefähr 100 km die Grenze zwischen dem Iran und Turkmenistan bildet und in einer Oase in der sandigen Wüstenregion des Kārākum in Turkmenistan endet.
In der iranischen Mythologie bezeichnet Kaschaf einen Fluss, an dem ein Drache lebte.